# 김대수 (정치인)
김대수(1941년 8월 25일 ~ )는 대한민국의 정치인이다. 제5·6대 삼척시장을 역임했다.

## 역대 선거 결과
|  | 32.19% |

|  | 54.64% |

|  | 37.55% |